# 에이리언 네이션
《에이리언 네이션》(Alien Nation)은 미국에서 제작된 그레이엄 베이커 감독의 1988년 범죄, 드라마, SF 영화이다. 제임스 칸 등이 주연으로 출연하였고 게일 앤 허드 등이 제작에 참여하였다.

## 출연

### 주연
- 제임스 칸
- 맨디 파틴킨
- 테렌스 스탬프

### 조연
- 케빈 메이저 하워드
- 레슬리 베비스
- 피터 제이슨
- 조지 제네스키
- 제프 코버
- 로저 아론 브라운

## 기타
- 조연출: 허브 애델만
- 미술: 잭 T. 콜리스
- 의상: 에리카 에델 필립스
- 배역: 카렌 레아

## 같이 보기
- 브라이트 (영화)